# 세망족

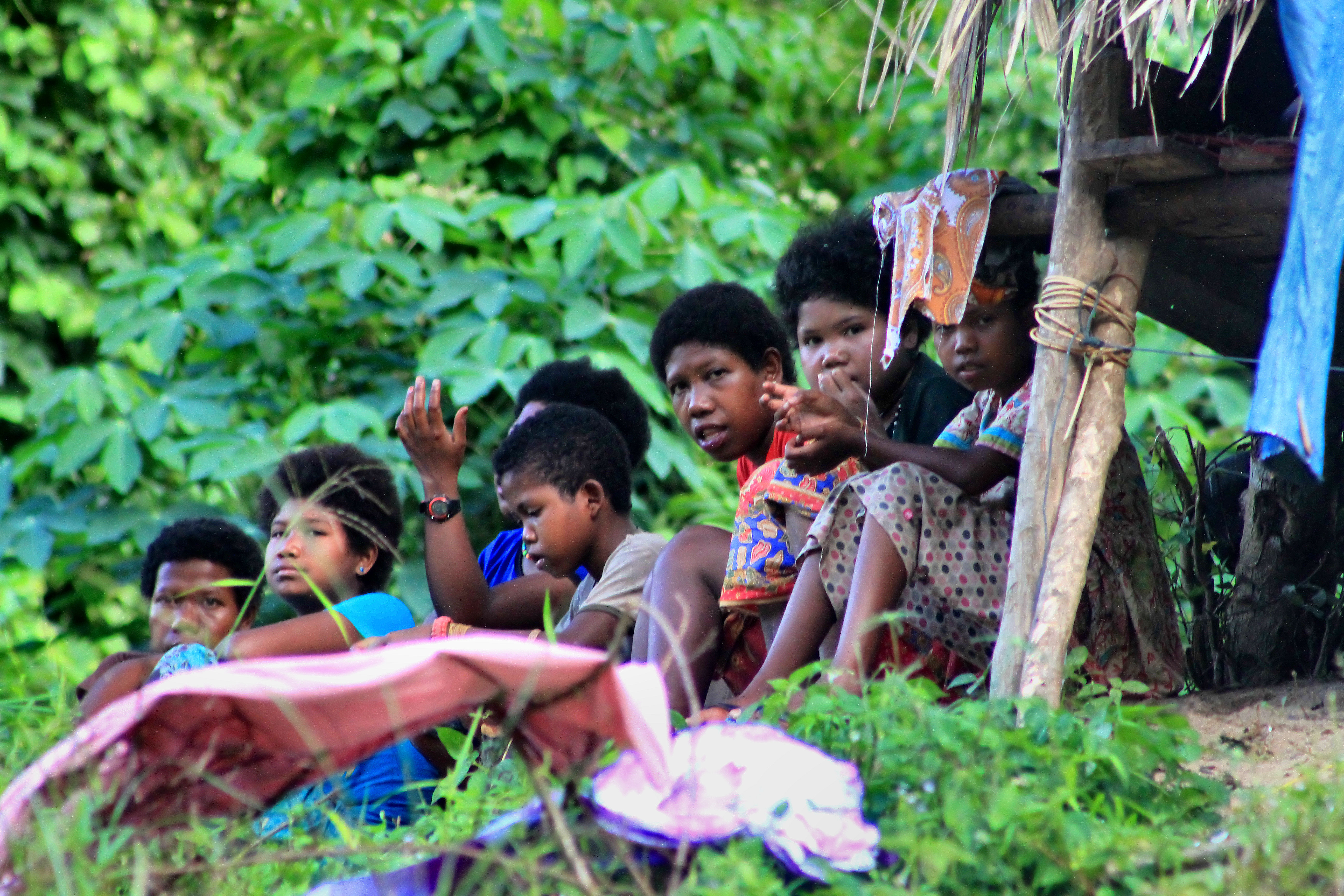
말레이시아 파항주 쿠알라타한(Kuala Tahan)의 바텍족 사람들

세망족(Semang)은 말레이 반도의 소수민족 집단으로, 말레이시아의 페락주, 파항주, 클란탄주, 크다주와 태국 남부의 산악지대나 고립된 삼림지대에 산다. 어두운 피부와 독특한 신체적 형질로 인해 인류학적으로 네그리토라는 대분류에 포함된다. 전통적으로 유랑하며 수렵채집민으로 살았다. 인근의 세노이족처럼 오스트로아시아어족 아슬리어파에 속하는 다양한 언어를 사용한다.
말레이시아에서 말레이반도의 원주민을 통틀어 가리키는 오랑 아슬리(Orang Asli)라는 정치적 구분에 속한다. 세망은 외부인들이 부르는 포괄적 명칭이며 이들은 단일한 민족 정체성이 없고 켄시우족(Kensiu), 킨탁족(Kintaq), 라노족(Lanoh), 자하이족(Jahai), 멘릭족(Mendriq), 바텍족(Batek) 등 여러 부족집단으로 이루어져 있다. 21세기 초 기준, 인구는 다 합쳐 5천 명을 넘지 않는다.

## 같이 보기
- 마니족
- 세망어군
- 안다만인
- 네그리토
- 오랑 아슬리